# Квасоло
Квасоло (итал. Quassolo) је насеље у Италији у округу Торино, региону Пијемонт.
Према процени из 2011. у насељу је живело 350 становника. Насеље се налази на надморској висини од 261 м.

## Становништво
| 1931. | 1936. | 1951. | 1961. | 1971. | 1981. | 1991. | 2001. | 2011. |
| ----- | ----- | ----- | ----- | ----- | ----- | ----- | ----- | ----- |
| 425   | 398   | 416   | 504   | 494   | 463   | 406   | 403   | 359   |